# Паперовий будинок (телесеріал)
«Паперовий будинок» (ісп. La casa de papel, [la ˈkasa ðe paˈpel], англ. Money Heist) — іспанський кримінально-драматичний телесеріал про пограбування, створений Алексом Піною. У центрі сюжету — два масштабно підготовлені пограбування під керівництвом Професора (Альваро Морте): перше — Королівського монетного двору Іспанії, друге — Банку Іспанії. Розповідь ведеться від імені однієї з учасниць пограбування — Токіо (Урсула Корберо). Історія подається майже в реальному часі, із використанням ненадійного наратора, флешбеків, хронологічних перестрибувань та прихованих мотивів персонажів, що додає сюжетові складності.
Спочатку серіал планувався як двосезонна обмежена серія. Перший показ складався з 15 епізодів і транслювався на іспанському телеканалі Antena 3 з 2 травня по 23 листопада 2017 року. Наприкінці 2017 року платформа Netflix придбала глобальні права на стримінг, перемонтувала серіал у 22 коротші епізоди та почала транслювати його по всьому світу: перша частина вийшла 20 грудня 2017 року, друга — 6 квітня 2018 року. У квітні 2018 року Netflix замовив продовження серіалу із суттєво збільшеним бюджетом — ще 16 епізодів. Частина 3, яка складалася з восьми серій, вийшла 19 липня 2019 року. Частина 4 — також з восьми епізодів — була випущена 3 квітня 2020 року. У той самий день на Netflix відбулася прем'єра документального фільму «Паперовий будинок: Феномен» (ісп. La casa de papel: El Fenómeno), у якому взяли участь актори та продюсери серіалу. У липні 2020 року Netflix оголосив про п'ятий і фінальний сезон, який було розділено на дві частини по п'ять епізодів. Вони були випущені відповідно 3 вересня та 3 грудня 2021 року.
Подібно до «Паперовий будинок: Феномен», у день виходу фіналу вийшов і двосерійний документальний фільм «Паперовий будинок: Від Токіо до Берліна», у якому також узяли участь актори та творці. Серіал було знято переважно в Мадриді, Іспанія. Значна частина епізодів також знімалася в Панамі, Таїланді, Італії (Флоренція), Данії та Португалії (Лісабон). 24 червня та 9 грудня 2022 року вийшов південнокорейський ремейк серіалу «Паперовий будинок: Корея — Спільна економічна зона», дія якого відбувається в альтернативному всесвіті. 29 грудня 2023 року вийшов прямий спіноф серіалу під назвою «Берлін», у якому Педро Альонсо, Іціар Ітуньйо та Найва Німрі повернулися до своїх ролей, сформувавши спільний телевізійний всесвіт.
Серіал здобув низку нагород, зокрема Міжнародну премію «Еммі» за найкращий драматичний серіал на 46-й церемонії International Emmy Awards. Також він отримав схвальні відгуки за складну сюжетну структуру, глибину персонажів, режисуру та спроби змінити іспанське телебачення. Італійська антифашистська пісня «Белла чао», яка неодноразово звучить у серіалі, стала європейським літнім хітом у 2018 році. На той момент Паперовий будинок став найпопулярнішим неангломовним серіалом та одним з найпопулярніших серіалів Netflix загалом, зокрема у глядачів із країн Середземномор'я та Латинської Америки.

## Сюжет
Дія серіалу відбувається в Мадриді. Загадковий чоловік на прізвисько «Професор» набирає групу з восьми людей, які обирають назви міст як псевдоніми задля збереження анонімности, аби реалізувати амбітний план — проникнення до Іспанського монетного двору та втеча з 984 мільйонами євро. Захопивши 67 заручників усередині монетного двору, команда планує залишатися там протягом 11 днів, аби надрукувати гроші, водночас протистоячи елітним підрозділам поліції. У подіях, що відбуваються після першого пограбування, учасники змушені вийти з підпілля та готуються до другого пограбування — цього разу з новими членами команди. Їхньою ціллю стає золото з Банку Іспанії, і знову — протистояння із заручниками та поліцією.

## У ролях

### Основний склад
| Роль                                                  | Актор               | |
| ----------------------------------------------------- | ------------------- | --- |
| Сілен Олівейра (Токіо)                                | Урсула Корберо      | Втікачка, яка стала грабіжницею, яку вистежує професор, потім приєднується до його групи та бере участь у його планах. Вона також виступає оповідачкою.                                             |
| Серхіо Маркіна (Професор) / Сальвадор «Сальва» Мартін | Альваро Морте       | Організатор пограбування, який зібрав групу, та молодший брат Берліна |
| Ракель Мурільо (Лісабон)                              | Іціар Ітуньо        | Інспекторка Національної поліції, якій доручено вести справу |
| Андрес де Фонольоса (Берлін)                          | Педро Алонсо        | Невиліковно хворий злодій коштовностей та заступник Професора і його старший брат |
| Агустін Рамос (Москва)                                | Пако Тоус           | (частини 1–2; частково 3–5): колишній шахтар, який став злочинцем, і батько Денвера |
| Агата Хіменес (Найробі)                               | Альба Флорес        | Експертка з підробок та фальшивомонетчиця, відповідальна за друк грошей та наглядала за плавленням золота                                                                                           |
| Анібал Кортес (Ріо)                                   | Мігель Ерран        | Молодий хакер, який згодом стає хлопцем Токіо |
| Рікардо / Даніель Рамос (Денвер)                      | Хайме Лоренте       | Син Москви, який приєднується до нього в пограбуванні |
| Моніка Газтамбіде (Стокгольм)                         | Естер Асебо         | Одна із заручниць у Монетному дворі, секретарка та коханка Артуро Романа, яка виношує його дитину поза шлюбом; під час пограбування вона закохується в Денвера та стає спільницею групи.            |
| Артуро Роман                                          | Енріке Арсе         | Заручник та колишній директор Королівського монетного двору Іспанії |
| Елісон Паркер                                         | Марія Педраса       | (частини 1–2): заручниця у Монетному дворі та дочка британського посла в Іспанії |
| Мірко Драгіч (Гельсінкі)                              | Дарко Перич         | ветеран сербської армії та двоюрідний брат Осло |
| Маріві Фуентес                                        | Кіті Манвер         | (частини 1–2; частково 3–4): мати Ракель |
| Сантьяго Лопес (Богота)                               | Овік Кеучкерян      | експерт з металургії, який приєднався до пограбування Банку Іспанії |
| Яків (Марсель)                                        | Лука Перос          | (частини 4–5; частково 3): член банди, який приєднується до пограбування Банку Іспанії та служить зв'язковою особою для групи.                                                                      |
| Хуан пізніше Джулія Мартінес (Маніла)                 | Белен Куеста        | (частини 4–5; частково 3): хрещена дитина Москви та подруги дитинства Денвера, трансгендерна жінка, яка приєднується до банди та видає себе за одну із заручниць під час пограбування Банку Іспанії |
| Полковник Луїс Тамайо                                 | Фернандо Кайо       | (частина 4–5; частково 3): співробітник іспанської розвідки, який контролює роботу Алісії над справою                                                                                               |
| Мартін Берроте («Палермо» / «Інженер»)                | Родріго де ла Серна | (частини 3–5): старий аргентинський друг Берліна, який разом з ним планував пограбування Банку Іспанії та обійняв його місце командира                                                              |
| Алісія Сьєрра                                         | Найва Німрі         | (частини 3–5): вагітна інспекторка Національної поліції, яку було призначено відповідальною за справу після звільнення Ракель з поліції                                                             |

### Повторювані
- Роберто Гарсія Руїс(інші мови) у ролі Димитрія Мостового / Радко Драгіча (Осло; частини 1–2; основні частини 3–4): ветеран сербської війни та двоюрідний брат Гельсінкі
- Фернандо Сото(інші мови) в ролі Анхеля Рубіо (частини 1–2; частково 3–5): заступник інспектора та помічник Ракель.
- Хуан Фернандес Мехіас(інші мови) у ролі полковника Альфонсо Прієто (частини 1–2; частково 3–4): співробітник іспанської розвідки, який контролює роботу Ракель над справою.
- Анна Грас у ролі Мерседес Кольменар (частини 1–2): вчителька Елісон та одна із заручниць у Монетному дворі
- Фран Морсілло в ролі Пабло Руїса (частина 1): однокласник Елісон та один із заручників у Монетному дворі
- Клара Альварадо в ролі Аріадни Каскалес (частини 1–2): одна із заручниць, яка працює на Монетному дворі та яку спокушає Берлін
- Маріо де ла Роса в ролі Суарес: начальник групи спеціальних операцій
- Мікель Гарсіа Борда в ролі Альберто Вікуньї (частини 1–2; основні частини 4–5): колишній чоловік Ракель і судово-медичний експерт
- Найя Гуз у ролі Паули Вікуньї Мурільйо (частини 1–2; обрані частини 3–4): дочка Ракель та Альберто
- Хосе Мануель Пога(інші мови) в ролі Сесара Гандії (частини 4–5; обрана частина 3): начальник служби безпеки Банку Іспанії, який тікає з заручників і спричиняє хаос у групі.
- Антоніо Ромеро в ролі Беніто Антоньянсаса (частини 3–5): помічник полковника Луїса Тамайо, якого професор вмовляє виконати для нього завдання.
- Діана Ґомес(інші мови) у ролі Тетяни (у ролях 3–5): п'ята колишня дружина Берліна, професійна піаністка та злодійка.
- Пеп Мунне в ролі Маріо Урбанехи (у ролях 3–5): керівник Банку Іспанії
- Олалла Ернандес у ролі Аманди (у ролях 3–5): секретарка голови Банку Іспанії та заручниця, яку ґвалтує Артуро.
- Марі Кармен Санчес у ролі Пахіти (у ролях 3–5): заручниця в Банку Іспанії та медсестра, яка доглядає за Найробі, поки вона одужує.
- Карлос Суарес у ролі Мігеля Фернандеса (у ролях 3–5): нервовий заручник у Банку Іспанії.
- Ахікар Аскона в ролі Матіаса Каньо (Памплона; частини 3–5): член групи, яка здебільшого охороняє заручників у Банку Іспанії.
- Рамон Агірре в ролі Бенхаміна Мартінеса (Логроньо; частини 4–5): батько Маніли, який допомагає професору в його плані
- Антоніо Ґарсіа Феррерас(інші мови) у ролі самого себе (вибрані частини 4–5): журналіст
- Хосе Мануель Седа в ролі Сагасти (частина 5): керівник армійського загону всередині банку
- Патрік Кріадо(інші мови) в ролі Рафаеля (частина 5): син Берліна і племінник професора
- Мігель Анхель Сільвестр(інші мови) (частина 5): Рене, хлопець Токіо до роботи з професором.
- Альберто Амарілла(інші мови) в ролі Раміро (частина 5): член спецназу Сагасти
- Дженніфер Міранда в ролі Артече (частина 5): учасниця спецпідрозділу Сагасти
- Аджай Джеті в ролі Шакіра (у ролях 4–5): провідний пакистанський хакер, якого найняв Професор під час пограбування Банку Іспанії.

## Український дубляж
- Марина Локтіонова — Токіо (сезон 1-5)
- Олесь Гімбаржевський — Берлін (сезон 1,3-5)
- Вікторія Москаленко — Моніка (сезон 1,2), Стокгольм (сезон 3-5)
- Вікторія Левченко — Елісон (сезон 1,2), Елісон Паркер (сезон 1)
- Борис Георгієвський — Гельсінкі (сезон 1-5)
- Кирило Татарченко — Пабло (сезон 1), Мігель (сезон 3-5)
- Ганна Соболєва — Мерседес (сезон 1,2)
- Марина Клодницька — Аріадна (сезон 1,2), Маріса (сезон 1)
- Олександр Шевчук — Осло (сезон 1), Прієто (сезон 1-4)
- Софія Желізняк — Паула (сезон 1,2)
- Сергій Ладєсов — Антоніо (сезон 1)
- Олег Лепенець — Енджел (сезон 1-5)
- Владислав Пупков — Альманса (сезон 1), Санчез (сезон 1), Гомез (сезон 2)
- Людмила Чиншева — Марібі (сезон 1-4)
- Дмитро Терещук — Суарез 12 (сезон 1-2), Гандіа (сезон 3-5)
- Юлія Малахова — Ракель (сезон 1-5)
- Андрій Альохін — Артуро (сезон 1-5)
- Юрій Кудрявець — Професор (сезон 1-5)
- Наталія Надірадзе — мама Токіо (сезон 1)
- Катерина Буцька — Найробі (сезон 1-5)
- Вячеслав Скорик — Ріо (сезон 1-5)
- Євген Пашин — Москва (сезон 1-5), Тамайо (сезон 3-5)
- Руслан Драпалюк — Денвер (сезон 1-5)
- Сергій Гутько — Альберто (сезон 2), Альказар (сезон 3)
- Роман Семисал — Палермо (сезон 3-5)
- Михайло Кришталь — Богота (сезон 3-5)
- Юрій Гребельник — Марсель (сезон 3-5)
- Катерина Башкіна-Зленко — Алісія Сіерра (сезон 3-5)
- Тетяна Руда — Аманда (сезон 3-5)
- Богдан Крепак — Матіас (сезон 3-5)
- Вікторія Левченко — Татьяна (сезон 3-5)

### Додатковий акторський склад

#### Сезон 2
- Сергій Ладєсов
- Тетяна Руда
- Роман Семисал

#### Сезон 3
- Владислав Пупков
- Сергій Ладєсов

#### Сезон 4
- Сергій Гутько
- Владислав Пупков
- Сергій Ладєсов

#### Сезон 5
- Людмила Чиншева
- Олександр Шевчук
- Сергій Гутько
- Владислав Пупков
- Сергій Ладєсов

Серіал дубльовано студією «Так Треба Продакшн» на замовлення компанії «Netflix».
- Режисер дубляжу — Галина Желізняк
- Перекладач — Ілона Штундер
- Спеціаліст зі зведення звуку — Сергій Ваніфатьєв
- Менеджер проєкту — Ольга Чернявська

## Виробництво

### Концепція та написання
— Письменниця Естер Мартінес Лобато, October 2018
Серіал був задуманий сценаристом Алеком Піном і режисером Хесусом Кольменаром під час багаторічної співпраці, яка розпочалася ще у 2008 році. Після завершення роботи над іспанською тюремною драмою «Ув'язнені» (ісп. Vis a vis), вони покинули компанію Globomedia, аби заснувати власну продюсерську компанію Vancouver Media у 2016 році. У рамках свого першого проєкту вони розглядали варіанти створення комедії або серіалу про пограбування для телебачення, причому останній варіант раніше ще не реалізовувався в іспанському телепросторі. Разом із колегами по «Vis a vis», вони розробляли «Паперовий будинок» як проєкт за покликом серця, прагнучи експериментувати без зовнішнього втручання. Піна був переконаний у необхідності зробити серіал обмеженим за тривалістю, вважаючи, що затягування стало проблемою для його попередніх робіт.
Спочатку серіал мав робочу назву «Los Desahuciados» («Виселені»). Проєкт було задумано як спробу переосмислення жанру пограбування: він мав поєднувати елементи бойовика, трилера та сюрреалізму, залишаючись при цьому правдоподібним. Піна вбачав перевагу перед класичними фільмами про пограбування у тому, що розвиток персонажів може розтягуватися на довгу розповідь. Герої мали бути показані з різних боків, щоб розбити стереотипні уявлення про злочинців і утримати інтерес глядача протягом усього серіалу. Основні сюжетні лінії були розроблені ще на початку, тоді як деталі прописувалися поступово, аби не перевантажити сценаристів. Сценарист Хав'єр Гомес Сантандер порівнював процес написання з мисленням Професора — «ходиш по колу, записуєш варіанти, радитись з інженерами, яким не можеш сказати, навіщо ставиш ті чи інші запитання», але зазначав, що вигадка дозволяла зробити поліцію дещо наївнішою, коли це було потрібно.
Знімання мали розпочатися у січні 2017 року, що дало п'ять місяців на підготовку. З міркувань фінансування сюжет був розділений на дві частини. Імена грабіжників на честь міст, які газета ABC порівнювала з кольоровими кодовими іменами з фільму «Скажені пси» Квентіна Тарантіно (1992), у першій частині обиралися випадково, однак для нових персонажів у третій частині також бралися до уваги регіони з високими рейтингами переглядів. Над першими п'ятьма репліками пілотного сценарію працювали місяць, оскільки сценаристи не могли визначитися, хто має бути оповідачем — Професор чи Москва. Зрештою, розповідати історію почала Токіо. Флешбеки та хронологічні стрибки додали складності оповіді й зробили її динамічнішою для глядача. Над пілотним епізодом працювали понад 50 версій сценарію, перш ніж продюсери залишилися задоволеними результатом. Подальші сценарії завершували приблизно раз на тиждень, аби встигати за знімальним процесом.

### Акторський склад
Процес кастингу розпочався наприкінці лютого 2016 року й тривав понад два місяці. Образи персонажів ще не були повністю сформовані на початковому етапі й поступово набували рис відповідно до гри акторів. Директорки з кастингу Єва Лейра та Йоланда Серрано шукали акторів, здатних переконливо зіграти грабіжників, які викликають емпатію, з правдоподібними любовними та сімейними зв'язками. У березні 2017 року телеканал Antena 3 оголосив акторський склад, а уривки з прослуховувань були оприлюднені в післяшоу «Tercer Grado» та на офіційному сайті каналу.
Образ Професора задумувався як харизматичний, але водночас сором'язливий антагоніст, здатний переконати грабіжників приєднатися до нього та викликати симпатію глядачів до спротиву групи проти фінансової системи. Проте роль виявилася складною у розробці, оскільки Професор не відповідав класичним архетипам, і продюсери не були впевнені в ступені його інтелектуальної переваги. Спочатку вони шукали кандидата у віці близько 50 років з зовнішністю типового професора Гарварду, і навіть пропонували роль Хав’єру Гутьєрресу, який уже був залучений у фільмі «Чемпіони». Натомість кастинг-директорки запропонували Альваро Морте, якого вони знали завдяки спільній роботі над серіалом «El secreto de Puente Viejo». Попри невеликий досвід роботи у прайм-таймі, Морте успішно пройшов повний процес кастингу й підійшов до ролі з зовнішнім аналізом персонажа. За його словами, Професор — це «ящик із сюрпризами», який постійно тримає в напрузі і залишає невизначеність щодо того, добрий він чи злий. Продюсери також відзначили, що його зовнішність, схожа на вчителя початкових класів, робить образ переконливішим.
Роль Берліна отримав Педро Алонсо. За характеристикою «La Voz de Galicia», це «холодний, гіпнотичний, вишуканий і тривожний персонаж, закоренілий мачо з проблемами емпатії — „білий комірець“, який зневажає своїх колег і вважає їх нижчими за себе». Алонсо черпав натхнення для ролі після випадкової зустрічі з провокаційною та маніпулятивною особистістю, що залишила сильне враження. Він підкреслював спостережливість Берліна та його нетривіальне розуміння навколишнього середовища, що виявлялося в нестандартній поведінці. Спорідненість між Берліном та персонажкою Наджви Німрі Зулемою з серіалу «Ув'язнені» була випадковою. Сімейний зв'язок між Професором і Берліном спочатку не був запланований, але був доданий до сюжету наприкінці першої частини за пропозицією самих акторів Морте та Алонсо.
Однією з найскладніших для розробки стала роль Токіо — головної героїні та оповідачки. Спочатку творці шукали старшу акторку, яка втілювала б жінку, що не має нічого втрачати, перш ніж зустріти Професора. Зрештою, роль отримала Урсула Корберо, яка додала до персонажа грайливу енергію. Її голос став ключовим фактором під час кастингу, оскільки саме з нього починається серіал. Особливу манеру сміху персонажа Денвера актор Хайме Лоренте розвинув під час прослуховувань. Двоє акторів мали попередній досвід роботи з Алексом Піною: Пако Тоус (Москва) знімався в серіалі «Хлопці Пако» (2005), а Альба Флорес (Найробі) — у «Ув'язнені». Флорес була запрошена до участі без кастингу, коли Піна зрозумів, що сюжет потребує ще однієї жінки-грабіжниці. На роль інспекторки Ракель Мурільйо, протиставлену грабіжникам, була запрошена Іціар Ітуньо, яка описала свою героїню як «сильну та впливову жінку у світі чоловіків, але водночас чутливу у приватному житті». Натхненням для акторки слугувала Клариса Старлінг з фільму Мовчання ягнят — курсантка ФБР із непростим минулим, яка поступово починає співпереживати злочинцеві.
Актори дізналися про продовження серіалу на Netflix ще до офіційного повідомлення від продюсерів. У жовтні 2018 року Netflix оголосив акторський склад третьої частини; до основного складу повернувся Педро Алонсо, що викликало здогадки щодо його ролі. Серед нових учасників були аргентинський актор Родріго де ла Серна, який вбачав зв'язок між своїм персонажем та футболістом Мартіном Палермо, а також зірка «Ув'язнені» — Наджва Німрі. Епізодичну роль монаха у третій частині зіграв бразильський футболіст Неймар, великий шанувальник серіалу. Його сцени були тимчасово вилучені до завершення судового розгляду проти нього у серпні 2019 року. Також коротка поява іспанської акторки Белен Куести в двох епізодах викликала численні припущення щодо її можливої ролі в четвертій частині.

### Дизайн

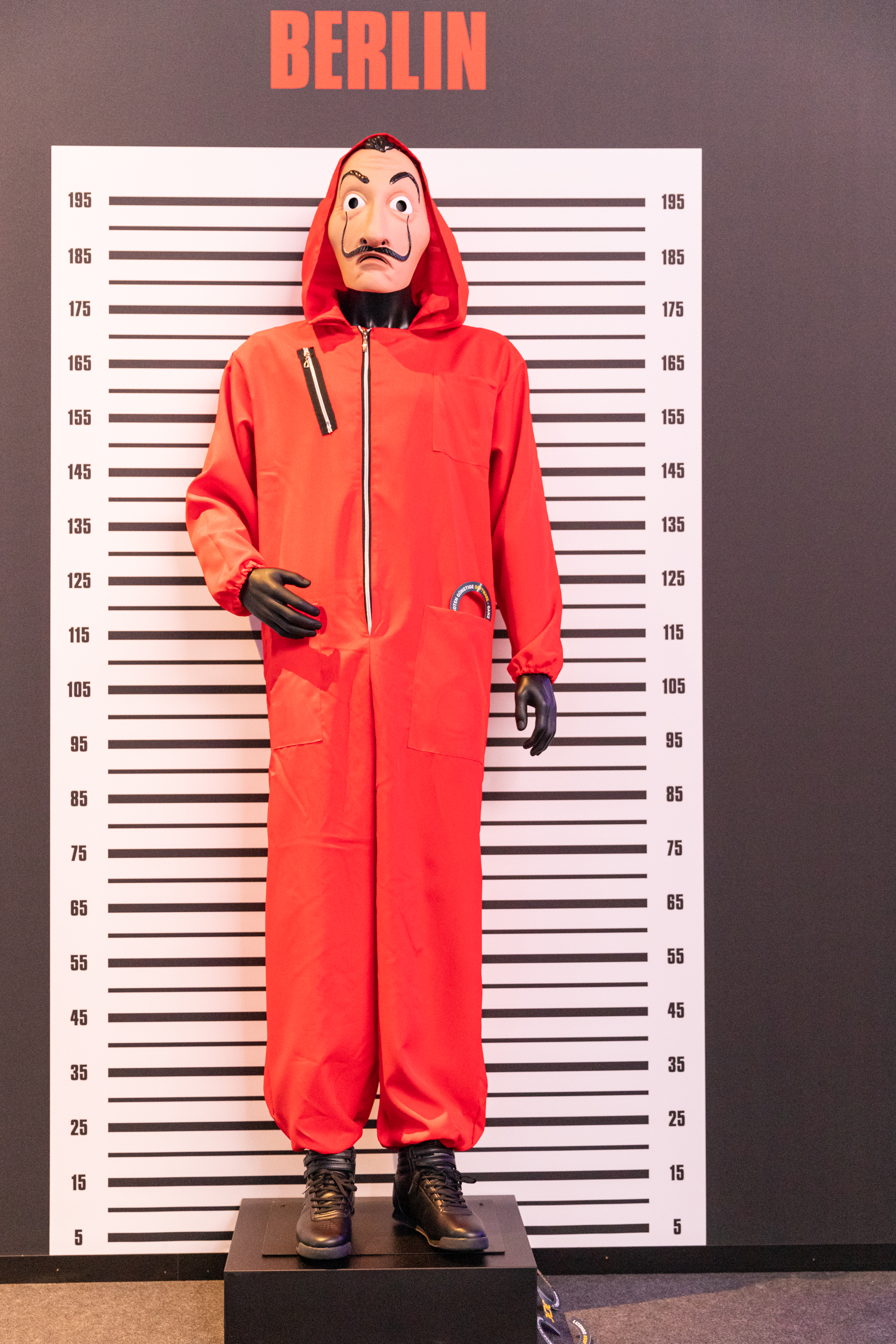
Костюми злочинців з маскою Сальвадора Далі

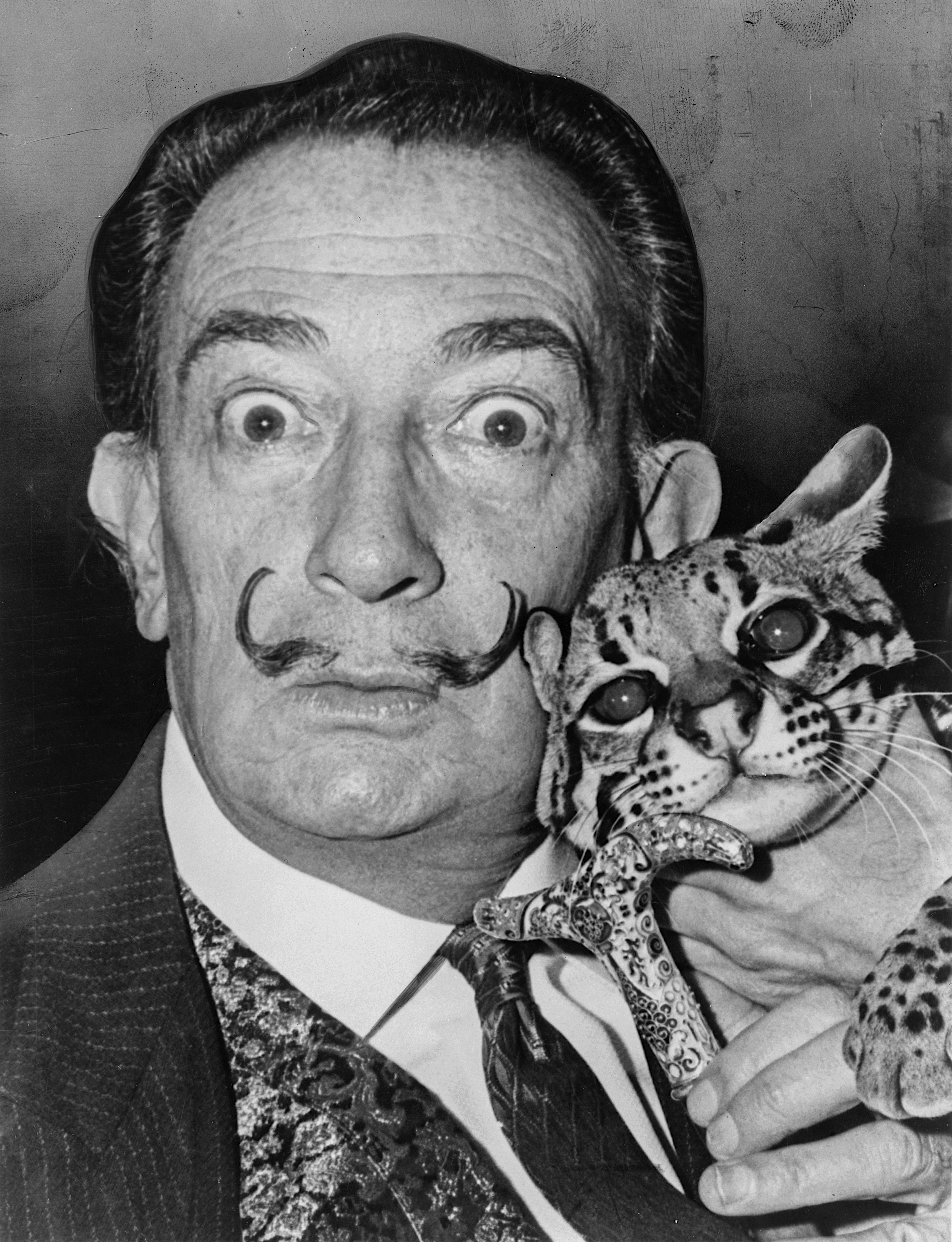
Іспанського художника-сюрреаліста Сальвадора Далі було обрано для дизайну маски групи пограбування.

Візуальний стиль і атмосферу серіалу розробили творець Алекс Піна, режисер Хесус Колменар і оператор-постановник Міґе Амоедо, яких газета La Vanguardia назвала «найпродуктивнішим телевізійним тріо останніх років». Художником-постановником виступив Абдон Альканіс. Їхні спільні проєкти зазвичай базуються на домінуванні одного кольору; у «Паперовому будинку» таким кольором став червоний — одна з найхарактерніших рис серіалу, що контрастувала із сірими декораціями. Виробничим дизайном було заборонено використання синього, зеленого та жовтого кольорів. Щоб досягти «абсолютної кінематографічної якости», червоні відтінки тестували на різних тканинах, текстурах і при різному освітленні. Іконографія червоних комбінезонів грабіжників перегукувалася з жовтими тюремними уніформами в серіалі «Ув'язнені». Для третьої частини італійський бренд Diesel модифікував комбінезони, зробивши їх більш обтисливими, та випустив колекцію одягу, натхненну серіалом. Маска Сальвадора Далі була обрана як символ грабіжників через впізнавану зовнішність художника, що водночас є знаковим культурним символом Іспанії. Як альтернативу розглядали маску Дон Кіхота, однак від неї відмовилися. Цей вибір спричинив критику з боку Фонду Ґала-Сальвадора Далі через відсутність офіційного дозволу.
Задля більшої правдивости сюжету творці серіалу консультувалися з представниками національної поліції, цивільної гвардії та Міністерства внутрішніх справ Іспанії. Гроші, які друкували грабіжники, виготовляли з дозволу Банку Іспанії, і вони мали збільшений розмір як засіб захисту від підробки. Завдяки значному фінансуванню Netflix для третьої частини було створено понад 50 декорацій у п'яти ключових локаціях по всьому світу. Підготовка безлюдного острова в Панамі для знімань сховку грабіжників виявилася складною: острів потрібно було очистити, зробити безпечним для знімань і забезпечити транспортом для тривалого перевезення обладнання. Через недоступність справжнього Банку Іспанії з міркувань безпеки його інтер'єри були реконструйовані у вигляді двоповерхового павільйону за уявленням творців, натхненним іспанською архітектурою епохи Франсіско Франко. Декорації головної зали банку створювали за відкритими джерелами, щоб наблизити її до реального прототипу. Інші інтер'єри були стилізовані під різні історичні періоди та штучно зістарені, щоб підкреслити історичність споруди. У середині павільйону відтворили бронзові та гранітні скульптури з Долини Полеглих, а також понад 50 живописних полотен, що імітували інтер'єр Мадридського атенею.

### Знімання

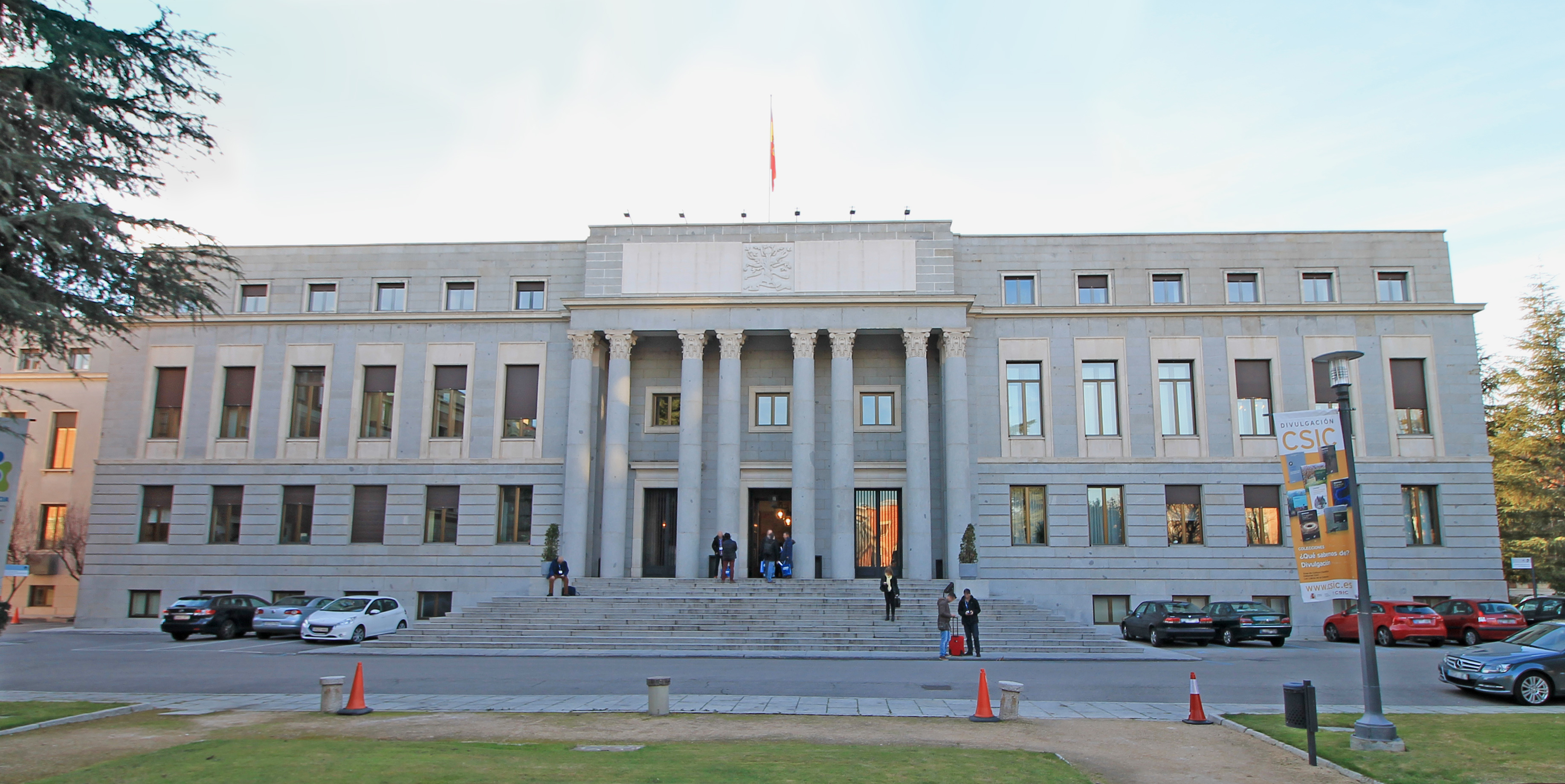
Штаб-квартира Іспанської національної дослідницької ради, головне місце знімань першої та другої частин фільму

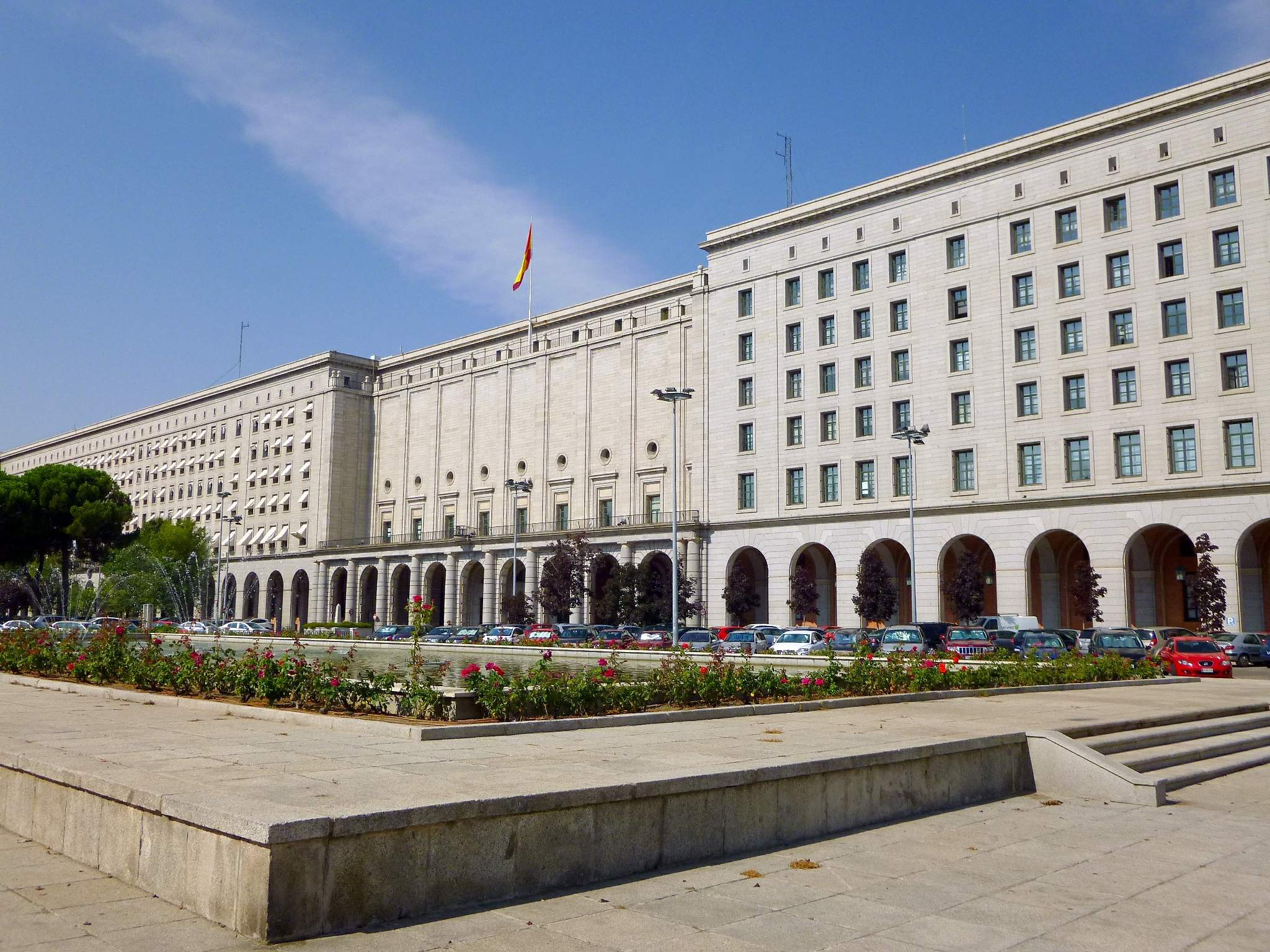
«Нуевос Міністеріос», головне місце знімань 3-5 частин фільму

Частини 1 і 2 знімали поспіль у регіоні Великого Мадрида з січня по серпень 2017 року. Пілотну серію знімали 26 днів, інші серії — приблизно по 14 днів кожна. Задля економії часу знімальний процес розділили на дві групи: одна працювала над сценами з Професором і поліцією, інша — зі сценами грабіжників. Хоча сюжет розгортається в Королівському монетному дворі Іспанії в Мадриді, зовнішні знімання відбувалися біля будівлі Вищої науково-дослідної ради Іспанії (CSIC), яка має подібний вигляд. Дахові сцени знімали в будівлі Вищої технічної школи аеронавтики при Технічному університеті Мадрида. Епізоди із заміським маєтком, де грабіжники планували справу, знімали у маєтку Finca El Gasco в Торрелодонесі. Внутрішні сцени знімали на колишніх декораціях серіалу «Ув'язнені» в місті Кольменар-В'єхо, а сцени в друкарні — в будівлі газети ABC у Торрехон-де-Ардос. Оскільки серіал планувався як обмежений за тривалістю, всі декорації після завершення другої частини були знищені.
Частини 3 і 4 також знімали поспіль, витрачаючи на кожну серію від 21 до 23 днів. Netflix оголосив про початок знімань 25 жовтня 2018 року, а завершили знімання четвертої частини у серпні 2019-го. У 2018 році Netflix відкрив свою першу європейську студію в Трес-Кантос поблизу Мадрида, і основні знімання були перенесені туди — на павільйон утричі більший, ніж у перших частинах.
Основне місце дії — Банк Іспанії — було знято ззовні біля комплексу Міністерства розвитку в районі Нуевос Міністеріос. Сцену, де гроші падають з неба, знімали на площі Кальяо. Зовнішні плани італійського монастиря, де грабіжники планують пограбування, знімали в Ерміта-де-Сан-Фрутос у муніципалітеті Карраскаль-дель-Ріо. Сцени з будинком на колесах Професора і Лісабон знімали на пустельних пляжах Лас-Салінас в Альмерії, щоб створити враження безпеки та віддалености від поліції. Підводні сцени в банківському сховищі були зняті у студії Pinewood Studios у Великій Британії.
Початок третьої частини також знімали в Таїланді, на островах Ґуна-Яла в Панамі та у Флоренції (Італія). Ці локації допомогли компенсувати клаустрофобну атмосферу перших двох частин і одночасно відобразити глобальний масштаб подій. Знімання п'ятого і фінального сезону завершилися 14 травня 2021 року.

### Музика
Тематичну пісню серіалу — англ. My Life Is Going On, досл. «Моє життя продовжується» — написав Мануель Сантістебан, який також був композитором у серіалі «Ув'язнені». Він запросив іспанську співачку Сесілію Крулл написати й виконати текст, присвячений вірі у власні сили та майбутнє. Пісня лунає на початку кожної серії разом із заставкою, де зображені паперові моделі ключових локацій серіалу. Основне натхнення Крулл черпала з персонажа Токіо у першому епізоді, зокрема з моменту, коли Професор пропонує їй порятунок у скрутний час. Текст пісні написаний англійською — мовою, яка на той момент для співачки була найприроднішою.
У серіалі неодноразово звучить італійська антифашистська пісня «Bella ciao», яка супроводжує дві знакові сцени: в кінці першої частини її виконують Професор і Берлін під час підготовки до пограбування, приймаючи свою роль борців із системою; у другій частині пісня звучить під час втечі з монетного двору, символізуючи свободу. У серіалі Токіо розповідає, що життя Професора оберталося навколо ідеї спротиву: його дід, який воював проти фашистів в Італії, навчив його цієї пісні, а той передав її команді. Автор сценарію Хав'єр Гомес Сантандер запропонував включити «Bella ciao» у серіал, коли шукав відповідну композицію для однієї зі сцен. Він був знайомий із її значенням та історією й вважав, що вона втілює позитивні цінності. У 2018 році пісня стала європейським хітом літа, головно завдяки популярності серіалу, попри її серйозний зміст.

## Епізоди
| Частини | Частини | Сезони | Сезони | Епізоди | Епізоди       | Оригінальна дата виходу | Оригінальна дата виходу | Мережа   |
| Частини | Частини | Сезони | Сезони | Епізоди | Епізоди       | Прем'єра                | Фінал                   | Мережа   |
| ------- | ------- | ------ | ------ | ------- | ------------- | ----------------------- | ----------------------- | -------- |
|         | 1       | 1      | 1      | 13      | 13            | 2 травня 2017           | 27 червня 2017          | Antena 3 |
|         | 2       | 1      | 1      | 9       | 9             | 16 жовтня 2017          | 23 листопада 2017       | Antena 3 |
|         | 3       | 2      | 2      | 8       | 8             | 19 липня 2019           | 19 липня 2019           | Netflix  |
|         | 4       | 2      | 2      | 8       | 8             | 3 квітня 2020           | 3 квітня 2020           | Netflix  |
|         | 5       | 3      | 3      | 10      | 5             | 3 вересня 2021          | 3 вересня 2021          | Netflix  |
| 5       | 5       | 3      | 3      | 10      | 3 грудня 2021 | 3 грудня 2021           |                         | Netflix  |

### Сезон 1: Частини 1 і 2 (2017)
Перша частина починається з подій після невдалої спроби пограбування банку жінкою з псевдонімом Токіо. Її рятує таємничий чоловік на прізвисько Професор, який пропонує їй приєднатися до масштабного пограбування. Після короткого викладу плану історія переходить до початку багатоденного штурму Королівського монетного двору Іспанії в Мадриді. Вісім грабіжників отримують кодові імена міст: Токіо, Москва, Берлін, Найробі, Ріо, Денвер, Гельсінкі та Осло. Вони одягаються у червоні комбінезони та маски із зображенням Сальвадора Далі, беруть 67 заручників і починають друкувати 2,4 мільярда євро, плануючи втекти через заздалегідь викопаний тунель. Професор керує операцією ззовні. У флешбеках показується п'ятимісячна підготовка до пограбування на закинутому мисливському маєтку в Толедо. Під час тренування грабіжників навчають не ділитися особистою інформацією та не вступати в стосунки, також їх попереджають про можливі жертви.
Упродовж частин 1 і 2 учасники пограбування постають перед труднощами: порушенням дисципліни, спротивом заручників, насильством, ізоляцією та бунтом. Події коментує Токіо у формі закадрового голосу. Денвер закохується у заручницю Моніку Газтамбіде, а інспекторка Національної поліції Ракель Мурільйо веде переговори з Професором і заводить стосунки з його альтер его — Сальвою. Особу Професора неодноразово майже викривають, і врешті-решт Ракель дізнається, ким він є насправді, але не в силі видати його поліції через особисті почуття. Наприкінці другої частини, після 128 годин у монетному дворі, грабіжники тікають з 984 мільйонами євро, але Осло, Москва і Берлін гинуть. Через рік Ракель знаходить серію листівок, залишених Професором, на яких вказані координати місця на острові Палаван (Філіппіни), де вона возз'єднується з ним, і історія завершується.

### Сезон 2 і 3: Частини 3, 4 і 5 (2019—2021)
Частина 3 розпочинається через три роки після пограбування Королівського монетного двору Іспанії. Розповідь поновлюється з моменту, коли грабіжники ведуть безтурботне життя парами в різних країнах. Проте, коли Європол затримує Ріо через перехоплений телефон, Професор вирішує реалізувати старий план Берліна — пограбування Банку Іспанії, щоб змусити Європол звільнити Ріо й запобігти його катуванню. Разом із Ракель (яка тепер діє під псевдонімом «Лісабон»), він збирає колишню команду, включаючи Моніку (тепер «Стокгольм»), і залучає нових членів — Палермо, Боготу та Марселя. Палермо стає новим керівником. У флешбеках розкриваються деталі планування пограбування та особисті погляди Професора й Берліна на любов. Переодягнені грабіжники проникають до сильно укріпленого банку, захоплюють заручників і отримують доступ до золота та державних таємниць. Тим часом Професор і Лісабон подорожують у фургоні, а згодом в кареті швидкої допомоги, координуючи дії зсередини та ззовні. Вони зривають спробу поліції штурмувати банк, змушуючи полковника Луїса Тамайо та вагітну інспекторку Алісію Сьєрру звільнити Ріо. Найробі отримує вогнепальне поранення в груди від поліційного снайпера. Коли команда вважає, що Лісабон страчено, Професор оголошує режим DEFCON 2. Грабіжники обстрілюють поліційний броньований транспорт ракетою, внаслідок чого суспільна думка змінюється — від героїв до вбивць. Частина 3 завершується виявленням того, що Лісабон жива і в полоні, а Токіо зазначає, що Професор потрапив у пастку — почалась війна.
Частина 4 починається з боротьби за життя Найробі. Токіо здійснює переворот і перебирає командування на себе, поки Професор і Марсель здогадуються, що Лісабон жива та перебуває на допиті в таборі поліції. Вони переконують асистента Тамайо — Антоньянаса — допомогти встановити 48-годинне перемир'я. Команді вдається врятувати Найробі, але Палермо, якого тимчасово ізолювали, вступає в змову з Ґандією — начальником охорони банку. Той утікає, зв'язується з поліцією й починає жорстоку гру на виживання. Згодом Палермо повертається до команди. Ґандія вбиває Найробі пострілом у голову, але зрештою його захоплюють. Професор публічно розкриває незаконні тортури Ріо та затримання Лісабон. Сьєрру звільняють, і вона самостійно починає переслідувати Професора. Він організовує втечу Лісабон, поки її перевозять до Верховного суду. Частина завершується возз'єднанням Лісабон з командою в банку, а Сьєрра знаходить схованку Професора й наставляє на нього пістолет.
Частина 5, Том 1 починається з того, що Сьєрра захоплює Професора й зв'язує його. Тим часом Лісабон входить до банку, а команда готується до атаки іспанської армії. Ґандію звільняють, не вбиваючи його. Тамайо дозволяє Ґандії приєднатися до штурму. Дізнавшись, що Професора захоплено, але Сьєрра не повідомила поліції, Лісабон закликає не здаватися. Бенхамін і Марсель знаходять Професора, але Сьєрра оглушає їх. Коли у неї починаються пологи, вона звільняє Професора, Марселя й Бенхаміна, щоб ті допомогли. Вона народжує дочку на ім'я Вікторія. Артуро Роман, який був заручником у двох пограбуваннях і мав стосунки зі Стокгольмом, розлючує Денвера. Під час повстання заручників Стокгольм стріляє в Артуро, і його відпускають для надання медичної допомоги. У флешбеках показано, як Берлін залучає свого сина Рафаеля до крадіжки 12 кг золота разом із Татіаною, Боготою і Марселем. У теперішньому часі починається битва з армією — Гельсінкі отримує важке поранення, а Стокгольм, відчуваючи провину, приймає морфін, доглядаючи за ним, через що не може брати участь у захисті. Частина завершується самопожертвою Токіо, яка гине, підірвавши себе разом із Ґандією та солдатами.
Частина 5, Том 2 розпочинається з того, що Сьєрра тікає, а Професор і Марсель переслідують її. Вони стають союзниками проти поліції. Повернувшись до сховища дощової води, вони знаходять золото, яке вже доставлено команді. Однак поліція знаходить сховище й арештовує Професора, Сьєрру, Бенхаміна та Марселя. Після арешту поліція зникає, а разом з ними і золото — його викрали перевдягнуті у поліцію Рафаель і Татіана, яка покинула Берліна заради Рафаеля. У теперішньому часі вони закопують золото. Професор і Палермо здогадуються про зраду, але в цей момент армія захоплює банк. Професор передає Сьєррі записку для Рафаеля та переконує її знайти золото, бо це — єдиний шанс. Професор приходить до банку, де Тамайо допитує грабіжників. Першим іде Денвер, але нічого не розкриває. Грабіжники публічно заявляють, що золото вже вивезено, викликаючи паніку на ринку та ризик дефолту Іспанії. Сьєрра знаходить золото. Зовні на вантажівках привозять «золото», але Професор каже, що це позолочена латунь. На наказ Тамайо грабіжників, здавалося б, страчують, але виявляється, що це був обман — усі живі. Професор переконує Тамайо припинити переслідування, адже повернення «золота» стабілізувало економіку. Через 24 години після завершення пограбування команда возз'єднується на авіабазі. Усі отримують нові паспорти, а Рафаель і Татіана повертають золото в обмін на частку. Команда залишає базу — пограбування Банку Іспанії завершено успішно.

## Тематика й аналіз
Серіал відзначився своїм переосмисленням жанру кіно про пограбування. Тоді як подібні історії зазвичай подаються з раціональної англоцентричної перспективи, «Паперовий дім» надає розповіді виразної іспанської ідентичности й подає її з жіночого погляду — через оповідачку Токіо. Продюсери вважали культурну самобутність важливою частиною характеру серіалу, що робило сюжет ближчим до глядача. Вони навмисне уникали адаптації під міжнародну аудиторію, що дозволило відмежуватися від звичних американських серіалів і сприяло зростанню міжнародного інтересу до іспанської культури. Емоційна динаміка, така як пристрасть і імпульсивність дружби та кохання, протиставляється досконалому плану пограбування, що підсилює напругу. Майже всі головні персонажі, включно з противником романтичних стосунків Професором, зрештою піддаються коханню, за що серіал порівнювали з теленовелами. Комедійні елементи, подекуди в дусі фільму «Назад у майбутнє» або чорного гумору, також знижували напруження від подій пограбування. Формулу класичного фільму про пограбування було зруйновано — пограбування починається одразу після вступних титрів, без тривалого представлення команди.
Події серіалу розгортаються після фінансової кризи 2008 року, що спричинила жорсткі заходи економії в Іспанії. У зв'язку з цим критики трактували серіал як відверту алегорію бунту проти капіталізму. Зокрема, The Globe and Mail назвали серіал «підривним, бо він про пограбування в інтересах народу — помсту уряду». За версією Le Monde, сцени навчання Професора на мисливському маєтку в Толедо наголошували на потребі самостійного пошуку рішень у недосконалій капіталістичній системі. Аналогія з Робіном Гудом — грабувати багатих і віддавати бідним — викликала різні інтерпретації. Так, El Español зазначав, що ця аналогія робила сюжет ближчим до глядача, адже сучасне суспільство вже втомлене від банків та політики. New Statesman писав, що тепер у багатих не крадуть напряму, а підривають саму основу їхнього багатства. Натомість Esquire вважав аналогію з Робіном Гудом радше відвертальним маневром грабіжників, адже спершу вони не мали наміру покращити життя звичайних людей; тому авторка вважає масову підтримку пограбування у 3-й частині недостатньо виправданою, навіть попри репрезентацію народного невдоволення політичною та економічною системою.
Персонажів серіалу навмисно створено як багатогранних і суперечливих антагоністів й антигероїв із несталою мораллю. Наприклад, Берлін — спершу жорстокий до заручників, пізніше стає одним із найулюбленіших персонажів. Сюди ж належать і заручниця Моніка Ґастамбіде, й інспекторка Ракель Мурільйо, які зрештою переходять на бік грабіжників. За словами HuffPost, глядачі можуть спершу сприймати грабіжників як злочинців, але з розвитком подій фінансова система постає як справжнє зло, а вчинки грабіжників отримують моральне й емпатійне виправдання. Акторка Наджва Німрі, яка грає інспекторку Сьєрру, зазначила, що «найскладніше у злодії — показати його людяність. Саме це шокує, коли з'ясовується, що навіть лиходій має серце». Вона також додала, що обсяг інформації та технологій навколо дозволяє побачити, що в кожному є темна сторона. Серіал не дає однозначної відповіді, хто герой, а хто — лиходій: персонажі водночас близькі й аморальні в різні моменти. За словами творця серіалу Алекса Піни, саме здатність змінити погляд глядача зробила серіал захопливим і принесла йому успіх.
Зі зростанням кількости жіночих персонажів у телесеріалах загалом, «Паперовий будинок» надає жінкам не менше уваги, ніж чоловікам, що BBC визнала новацією для іспанського телебачення. Попри те, що багато сюжетних ліній усе ще зосереджені на чоловіках, героїні дедалі більше усвідомлюють гендерні проблеми, як-от промова Моніки у 3-й частині про те, що жінки можуть бути і грабіжниками, і добрими батьками. Феміністичні теми та заперечення мачизму також простежуються в образі Найробі та її фразі «Матріархат починається» (2 частина), а також у сцені 3 частини, де Палермо проголошує «патріархат», що, за CNET, подається як жарт. La Vanguardia критикувала претензії на фемінітивність, оскільки персонаж Токіо часто зображується у відвертому вбранні, а Esquire зауважив, що проблеми у стосунках у 3-й частині часто подаються як провина жінок. Альба Флорес (Найробі) вважала, що серіал не має послідовної феміністичної лінії, оскільки жінки беруть ініціативу лише коли це вигідно сюжету, тоді як Естер Асебо (Моніка) описувала будь-який феміністичний підтекст як неагресивний і ненав'язливий.

## Трансляція та випуск

### Оригінальна трансляція
| Part | Part | Номер серії | Номер серії | Номер серії | Номер серії | Номер серії | Номер серії | Номер серії | Номер серії | Номер серії | Середнє значення |
| Part | Part | 1           | 2           | 3           | 4           | 5           | 6           | 7           | 8           | 9           | Середнє значення |
| ---- | ---- | ----------- | ----------- | ----------- | ----------- | ----------- | ----------- | ----------- | ----------- | ----------- | ---------------- |
|      | 1    | 4,09        | 3,041       | 2,646       | 2,655       | 2,366       | 2,474       | 2,42        | 2,07        | 2,196       | 2,662            |
|      | 2    | 1,995       | 1,737       | 1,571       | 1,539       | 1,487       | 1,8         | Н/Д         | Н/Д         | Н/Д         | 1,688            |

Перша частина серіалу транслювалася на іспанському безплатному телеканалі Antena 3 щосереди о 22:40 з 2 травня по 27 червня 2017 року. Друга частина була перенесена на понеділок у той самий часовий слот і виходила з 16 жовтня по 23 листопада 2017 року, при цьому початково заплановану кількість серій (від 18 до 21) було скорочено до 15. Оскільки серіал створювався спеціально для іспанського прайм-тайму, тривалість серій становила близько 70 хвилин, що є типовим для іспанського телебачення. Після перших п'яти епізодів першої частини виходив спеціальний післяшоу-ефір Tercer Grado («Третій ступінь»).
Попри заклики до бойкоту після того, як акторка Іціар Ітуньо (Ракель Мурільйо) у березні 2016 року висловилася проти умов утримання ув'язнених з баскського угруповання ЕТА, прем'єра мала найкращі показники серед іспанських серіалів з квітня 2015 року. Її переглянули понад чотири мільйони глядачів, а серіал отримав найбільшу частку аудиторії у своєму часовому слоті, майже вдвічі випередивши найближчих конкурентів. Серіал здобув позитивні відгуки та зберіг лідерство серед комерційно привабливої аудиторії у першій половині першої частини. Однак згодом кількість переглядів знизилася, не виправдавши очікувань керівництва Antena 3. За версією аргентинського видання La Nación, це було пов'язано зі змінами в розкладі, пізнім часом трансляції та літньою перервою між частинами. На думку творця серіалу Алекса Піни, комерційні рекламні паузи негативно впливали на сприйняття історії, яка інакше розгорталася майже в реальному часі, хоча й були враховані на етапі сценарію. La Vanguardia зазначала, що інтерес згасав лише серед традиційної аудиторії, адже сюжет розвивався занадто повільно за темпу одного епізоду на тиждень. Сценарист Хав'єр Ґомес Сантандер у 2019 році вважав телевізійну трансляцію на Antena 3 «невдачею», адже рейтинги врешті-решт стали «нічим особливим», проте відзначив сміливість телеканалу створити серіал, що не базується на самостійних епізодах.

### Придбання Netflix
Перша частина стала доступною на Netflix Іспанія 1 липня 2017 року, як і інші серіали медіагрупи Atresmedia, до якої належить Antena 3. У грудні 2017 року Netflix придбав ексклюзивні глобальні права на трансляцію серіалу. Платформа перемонтувала серіал у 22 епізоди тривалістю близько 50 хвилин. Деякі сцени та сюжетні кульмінації довелося розділити й перенести в інші епізоди, проте завдяки постійним сюжетним поворотам це не було критичним. Для англомовної аудиторії серіал було переозвучено та перейменовано з ісп. La Casa de Papel, досл. «Паперовий будинок» на англ. Money Heist, досл. «Грошове пограбування». Першу частину було випущено 20 грудня 2017 року без будь-якої рекламної кампанії. Друга частина з'явилася на платформі 6 квітня 2018 року. Піна зазначив, що досвід перегляду на Antena 3 та на Netflix був «дуже різним», хоча суть серіалу залишилася незмінною.
September 2019
Без спеціальної маркетингової кампанії з боку Netflix серіал несподівано для авторів став найпопулярнішим неангломовним проєктом платформи вже на початку 2018 року, менш ніж за чотири місяці після виходу. Це стало приводом для Netflix укласти з Алексом Піною глобальний ексклюзивний контракт на подальше співробітництво. Дієґо Авалос, директор з виробництва оригінального контенту Netflix у Європі, зауважив, що аудиторія серіалу була дуже різноманітною за профілями, що було нетипово. Серед причин різкого зростання популярности на стримінговій платформі наводять зміну способів споживання контенту та можливість переглядати кілька епізодів підряд (запійний перегляд). У самій Іспанії багато глядачів дізналися про серіал лише через Netflix і навіть не знали про його початкову трансляцію на Antena 3. Піна та Соня Мартінес із Antena 3 згодом зазначили, що серіал з самого початку, несвідомо, був створений за моделлю відео на вимогу, адже вимагав постійної уваги від глядача.

### Продовження
У жовтні 2017 року Алекс Піна зазначив, що друга частина має віддалений, але свідомо закладений потенціал для спінофу, і що команда сценаристів відкрита до продовження історії грабіжників у вигляді фільмів або нового сезону за підтримки Netflix. Після стрімінгового успіху серіалу платформа Netflix звернулася до Піни та Atresmedia із пропозицією створити нові глави до спочатку завершеної історії. Сценаристи взяли понад два місяці паузи для роздумів над напрямком розвитку подій, під час чого створили «біблію» — концептуальний документ із ключовими ідеями нових серій. Вирішальними чинниками для прийняття пропозиції Netflix стали усвідомлення, що персонажам ще є що сказати, та можливість відійти від чітко структурованого плану пограбування, що домінував у перших двох частинах. Продюсери твердо наполягали, що події мають знову відбуватися в Іспанії, а нові серії мають бути не прямим продовженням, а радше сиквелом. Було вирішено зосередитися на знайомстві та емоційному зв'язку між персонажами, які вже не є незнайомцями, як раніше. Захоплення Ріо було обрано як емоційний поштовх до возз'єднання банди — саме завдяки його стосункам із нараторкою Токіо ця подія мала достатню емоційну вагу, щоби виправдати продовження.
Netflix офіційно продовжив серіал на третю частину 18 квітня 2018 року з помітно збільшеним бюджетом, що, за даними Variety, могло зробити його найдорожчим іспанським серіалом в історії за вартістю одного епізоду. У липні того ж року, під час написання сценарію, Піна зазначив, що схвалює рішення Netflix скоротити тривалість серій до 45–50 хвилин, оскільки це дозволяло стисло викладати сюжет, а міжнародна аудиторія могла переглядати серіал зручнішими порціями. У рамках стратегії Netflix щодо покращення англомовних версій іноземних проєктів та з огляду на те, що понад 70 % американських глядачів обрали дубляж замість субтитрів, компанія залучила нову команду озвучення для третьої частини та перезаписала дубляж перших двох частин.
Третя частина, що складалася з восьми епізодів, вийшла 19 липня 2019 року; два перші епізоди були показані в кінотеатрах Іспанії за день до офіційної прем'єри. У серпні 2019 року Netflix повідомив, що третю частину переглянули 34 мільйони облікових записів протягом першого тижня, з них 24 мільйони — повністю. За перший місяць кількість переглядів зросла до 44 мільйонів профілів, зробивши її найпопулярнішим проєктом Netflix у третьому кварталі. Станом на середину 2019 року платформа мала близько 148 мільйонів підписників по всьому світу. У жовтні 2019 року Netflix назвав Паперовий будинок третім за популярністю серіалом за останні 12 місяців та найпопулярнішим серіалом 2019 року в таких країнах, як Франція, Іспанія та Італія (але не у Великій Британії). Twitter розмістив шоу на четвертому місці у своєму глобальному рейтингу серіалів 2019 року.
Знімання початково неанонсованої четвертої частини завершилися в серпні 2019 року. Алекс Піна та сценарист Хав'єр Ґомес Сантандер заявили, що на відміну від третьої частини, яка мала на меті знову захопити увагу глядачів завдяки динамічному драматизму, четверта буде повільнішою та більш орієнтованою на персонажів. Піна та виконавча продюсерка Естер Мартінес Лобато схарактеризували її як «найдраматичнішу» частину, оскільки «такий рівень напруги мусить десь прорватися». Альба Флорес (Найробі) повідомила, що в третій частині сценаристи пішли на багато поступок аудиторії, однак у четвертій — навпаки, діятимуть усупереч очікуванням глядачів, додавши: «Усі, хто любить Найробі, страждатимуть». За словами Педро Алонсо (Берлін), головна увага четвертої частини буде зосереджена на порятунку Найробі та єдности команди. Четверта частина вийшла 3 квітня 2020 року; того ж дня Netflix також випустив документальний фільм «Паперовий будинок: Феномен», у якому взяли участь творці та актори серіалу. Частина 4 побила численні рекорди серед неангломовних серіалів на Netflix, зібравши 65 мільйонів переглядів протягом перших чотирьох тижнів і ставши найпопулярнішим серіалом цього типу на той час.
У листопаді 2019 року La Vanguardia процитувала режисера Хесуса Кольменара, який заявив: «Можна сказати, що п'ята частина буде», і що її знімання розпочнуться після нового проєкту студії Vancouver Media — «Червоний дерматин». Кольменар також повідомив, що з Netflix ведуться перемовини про можливий спіноф серіалу. 31 липня 2020 року Netflix офіційно продовжив Паперовий будинок на п'яту та фінальну частину. 24 травня 2021 року було оголошено, що вона вийде у двох п'ятисерійних томах — 3 вересня та 3 грудня відповідно. Того ж дня на платформі з'явився двочастинний документальний фільм «Паперовий будинок: Від Токіо до Берліну», у якому взяли участь продюсери та актори проєкту.

## Сприйняття

### Критичні відгуки
Прем'єра серіалу на телеканалі Antena 3 була позитивно сприйнята іспанськими ЗМІ. Найїн Костас з El Confidencial назвала початок «перспективним стартом», що захоплює глядача «адреналіном, добре дозованим гумором та великою напругою», хоча й зауважила, що підтримувати драматичну напругу протягом усього серіалу буде складно. Наталія Маркос із El País, попри критику закадрового голосу, звукорежисури та діалогів у пілотному епізоді, високо оцінила акторський ансамбль і амбіційність проєкту: «Це сміливо, зухвало й розважально, принаймні на старті. А тепер ми хочемо більше — а це вже чимало». Після перегляду першої частини повністю вона похвалила серіал за разючу режисуру, добір музики та спробу оновити формат іспанського телебачення, однак розкритикувала його за надмірну тривалість і поступове зниження напруги. По завершенні оригінального показу Найїн Костас схвально відгукнулася про «високоякісне завершення», яке могло б стати «одним із найкращих епізодів іспанського телесезону», хоча й висловила жаль, що творці обрали передбачуваний хепі-енд фіналу замість сміливішого, оригінального чи більш амбітного рішення. Вона також зазначила, що серіал не зміг повторити успіх попереднього проєкту Піни — «Ув'язнені».
Після переходу серіалу на Netflix для міжнародного показу Адріан Генніґан з ізраїльської газети Haaretz схарактеризував його як «скоріше заплутаний трилер, ніж мильну оперу, з вигадливим сюжетом, харизматичними персонажами, напруженими моментами, динамічним музичним супроводом і краплею гумору», але розкритикував англомовну назву Money Heist як «нудну». У нищівній рецензії Полін Бок з британського New Statesman поставила під сумнів світовий успіх серіалу, назвавши його «повним сюжетних дір, клішованих уповільнених сцен, банальних історій кохання та надмірних еротичних моментів», додавши також, що «музика — пафосна, закадровий голос — дратівливий, а монтаж — жахливий». Водночас Джон Дойл із The Globe and Mail похвалив перші дві частини за те, що вони «ламають шаблони жанру грабіжницького серіалу», назвавши його подекуди «смачно мелодраматичним» із «сміливими сюжетними поворотами та пристрастю в дусі теленовели». Дженніфер Кешин Армстронг із BBC вбачала справжню привабливість серіалу в міжособистісній драмі, що виникає під час пограбування — «між прекрасними грабіжниками, їхніми прекрасними заручниками та прекрасними представниками влади, які ведуть із ними перемовини». Девід Гуґендик із Die Zeit зазначив, що серіал «іноді трохи сентиментальний, трохи карикатурний», а драма подекуди нагадує теленовелу, але при цьому має «відмінне чуття до ритму та видовищности».
Сайт-агрегатор рецензій Rotten Tomatoes надав третій частині рейтинг схвалення 100 % на основі 12 оглядів із середнім балом 7/10. У консенсусі критиків зазначено: «Сміливий план, розказаний у нелінійній формі, тримає динаміку третьої частини, у якій Money Heist знову зосереджується на взаєминах між улюбленими персонажами». Попри технічну досконалість, Хав'єр Сурро з El Español схарактеризував третю частину як «розвагу першого класу», що не змогла вийти за межі власних шаблонів і не додала нічого справді нового. Він залишився байдужим до внутрішніх драм персонажів і особливо критикував закадрову розповідь Токіо як порожню. Алекс Хіменес із газети ABC вважав, що третя частина в основному вдало намагається оновити серіал та зберегти його свіжість. Юен Фергюсон із The Guardian рекомендував переглянути третю частину, назвавши її «все ще розкішною Peaky Blinders, тільки з тапасами та субтитрами», тоді як Пере Солà Хімферрер із La Vanguardia вказав на надмірну кількість сюжетних дір у третій частині, витримати які можливо лише завдяки постійному приглушенню критичного мислення. Попри захоплення, Альфонсо Ріваденейра Ґарсія з перуанської газети El Comercio зауважив, що серіал «робить те, що вміє найкраще: прикидатися найрозумнішим у класі, хоча насправді він лише найхитріший».

### Реакція публіки

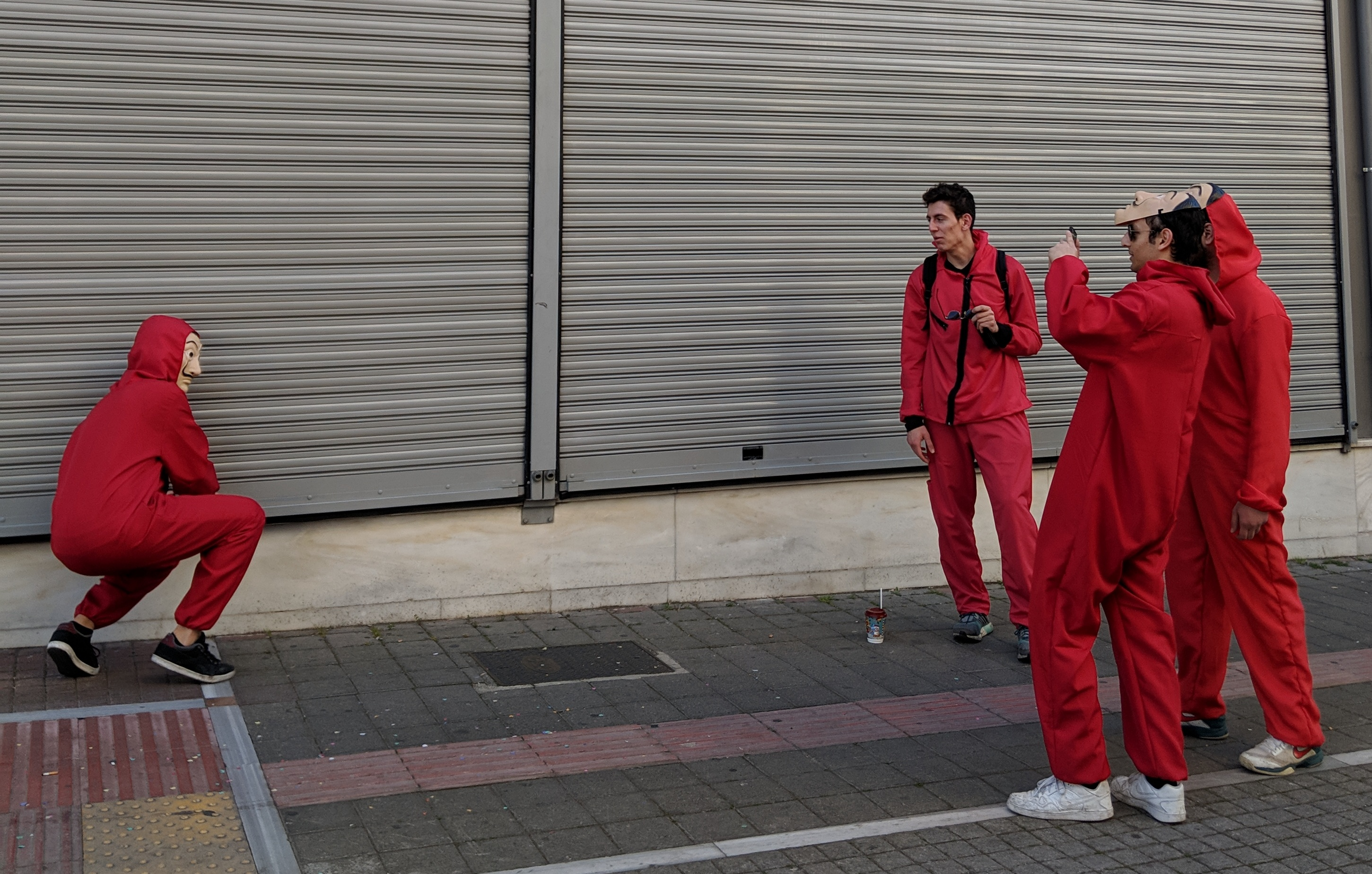
Косплей у Патрах, Греція, у 2019 році

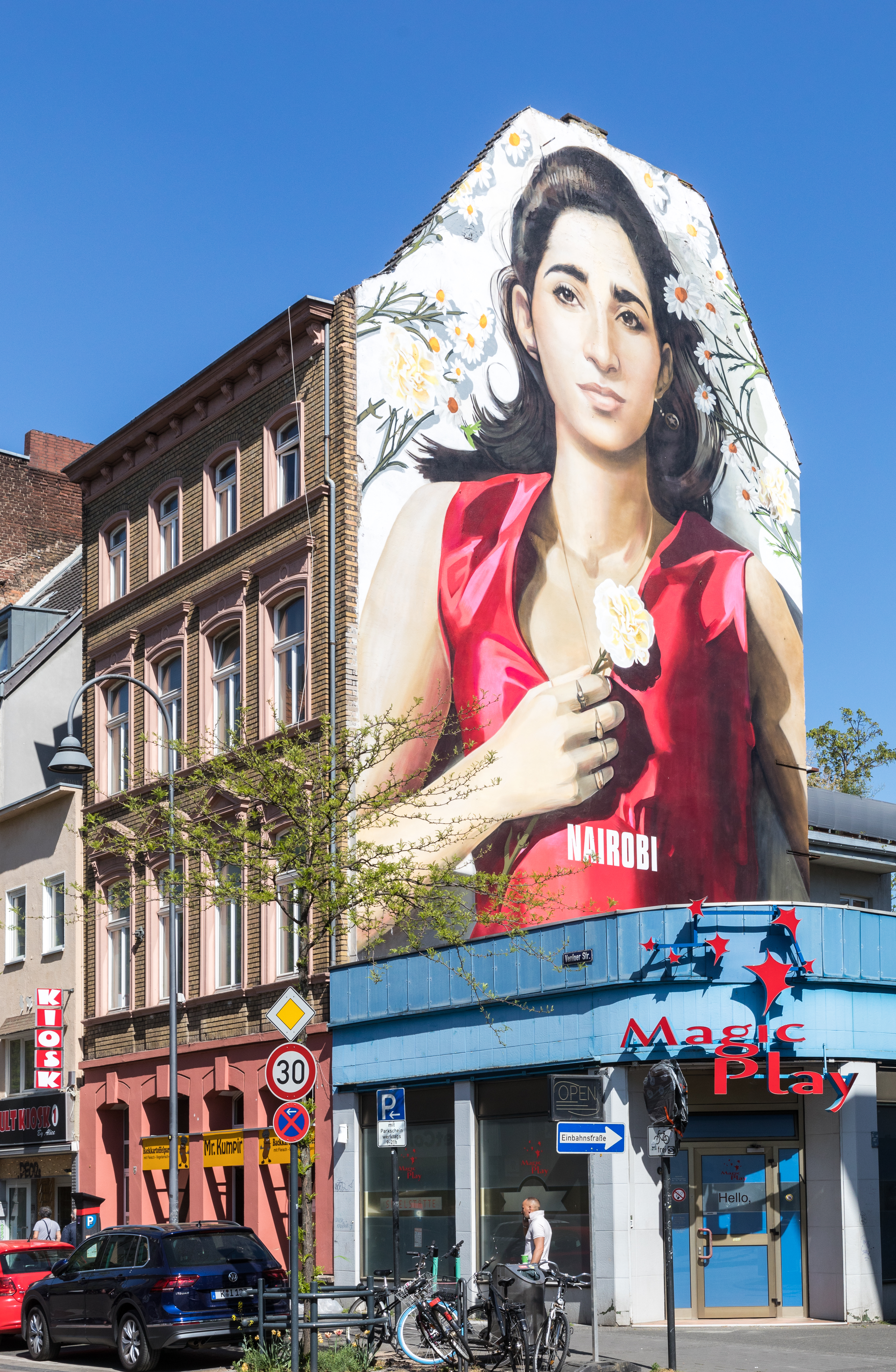
Фреска Найробі в Еренфельді, Кельн, Німеччина.

Після переходу серіалу на платформу Netflix він залишався найбільш перегляданим проєктом сервісу протягом шести тижнів поспіль і став одним із найпопулярніших серіалів на IMDb. Він регулярно потрапляв у тренди Twitter по всьому світу, зокрема завдяки коментарям знаменитостей, таких як футболісти Неймар і Марк Бартра, американський співак Ромео Сантос та письменник Стівен Кінг. Користувачі масово публікували в соцмережах фото й відео в костюмах грабіжників із серіалу, які також з'являлися на карнавалі в Ріо-де-Жанейро, а ікони Далі демонструвалися на гігантських банерах на футбольних стадіонах Саудівської Аравії. Реальні кадри цих подій були згодом включені до третьої частини серіалу як шана його міжнародному успіху. Улітку 2018 року музей Гревен у Парижі додав воскові фігури грабіжників до своєї експозиції. Символіка серіалу активно використовувалася третіми сторонами в рекламі, спортивних презентаціях і навіть у порнографічній індустрії.
Попри популярність перших двох частин, іспанський телеканал Antena 3 вирішив не продовжувати серіал, оскільки не був переконаний у достатньому успіху на внутрішньому ринку. Проєкт було призупинено доти, доки не надійшла хвиля міжнародної уваги, яка змусила команду акторів і творців повернутися до знімань ще двох сезонів.
Однак реакція на вплив серіалу була не лише позитивною. У низці випадків справжні грабіжники використовували червоні костюми та маски Далі під час нападів або наслідували тактики вигаданих персонажів. Через міркування безпеки ці костюми були заборонені на карнавалі в Лімассолі у 2019 році. Образи з серіалу також використали хакери в атаці на YouTube, коли з платформи було видалено кліп на пісню Despacito — найпопулярніше відео того часу, залишивши замість нього зображення з серіалу.
Іспанська газета El Mundo назвала таку реакцію глядачів проявом «клімату глобального розчарування», у якому грабіжники стали «ідеальними антигероями». Видання New Statesman пояснювало популярність серіалу серед міжнародної аудиторії тим, що він відображає соціальну та економічну напругу сучасности й водночас дарує утопічну втечу від неї. Найвищу глядацьку активність зафіксовано в середземноморських країнах Європи та Латинській Америці — зокрема в Іспанії, Італії, Франції, Португалії, Бразилії, Чилі й Аргентині. Тож спільна іспанська мова, як зазначалося, не була вирішальним фактором успіху. Сценарист Хав'єр Ґомес Сантандер та актор Педро Альонсо (Берлін) вважали, що раніше латинський світ відчував себе на периферії глобальної культурної ваги, але тепер формується нове відчуття — що Іспанія може змагатися з міжнародними лідерами в галузі медіавиробництва та дати голос решті світу.
Платформа Netflix також співпрацювала з відеогрою Tom Clancy's Rainbow Six Siege, запустивши внутрішньоігрову подію, у якій заручники на мапі «Банк» були одягнені в костюми з Money Heist. Також можна було придбати скін для двох ігрових персонажів, а під час пограбування звучала пісня Bella Ciao.
Серіал став одним із двох іспаномовних проєктів, які потрапили до рейтингу 50 найпопулярніших серіалів за всі часи на платформі TV Time, посівши п'яте місце у списку.

### Популярність
«Паперовий будинок» став найпопулярнішим неангломовним телесеріалом платформи Netflix.
У квітні 2018 року відразу три герої «Паперового будинку» — Професор (3-е місце), Токіо (17-е місце) і Денвер (19-е місце) — потрапили в топ-20 найпопулярніших героїв телесеріалів, складеного за результатами опитування користувачів найбільшої в Інтернеті бази телевізійних шоу TV Time.
А в грудні газета «Нью-Йорк таймс» внесла «Паперовий будинок» до списку кращих іноземних телесеріалів 2018 року.
У двох епізодах 3-го сезону (6-ий та 8-ий епізоди) знявся бразильський футболіст Неймар. При цьому сезон вийшов у липні, але сцени з Неймаром з'явилися тільки наприкінці серпня, оскільки бразилець був учасником розслідування за звинуваченням у зґвалтуванні. Після того як звинувачення зняли, сцени з Неймаром додали до серіалу.

## Нагороди
| Рік  | Нагорода                                                  | Категорія                                                        | Номінант | Результат  | Примітки        |
| ---- | --------------------------------------------------------- | ---------------------------------------------------------------- | --- | ---------- | --------------- |
| 2017 | 19 Iris Awards                                            | Найкращий сценарій                                               | Алекс Піна, Естер Мартінес Лобато, Девід Баррокаль, Пабло Роа, Естер Моралес, Фернандо Санкрістобаль, Хав'єр Ґомес Сантандер | Перемога   | [ 131 ]         |
| 2017 | FesTVal                                                   | Найкраща режисура художнього фільму                              | Хесус Кольменар, Алехандро Баццано, Мігель Анхель Вівас, Алекс Родріго                                                       | Номіновано | [ 132 ]         |
| 2017 | FesTVal                                                   | Найкращий художній фільм (за версією критиків)                   | Паперовий будинок | Номіновано | [ 132 ]         |
| 2017 | Срібні кадри                                              | Приз глядацьких симпатій — Найкращий іспанський серіал           | Паперовий будинок | Перемога   | [ 133 ]         |
| 2017 | Срібні кадри                                              | Найкращий телеактор                                              | Педро Алонсо | Номіновано | [ 133 ]         |
| 2018 | 46-та Міжнародна церемонія вручення премії «Еммі»         | Найкращий драматичний серіал                                     | Паперовий будинок | Перемога   | [ 134 ] [ 135 ] |
| 2018 | 20 Iris Awards                                            | Найкраща акторка                                                 | Урсула Корберо | Перемога   | [ 136 ]         |
| 2018 | 20 Iris Awards                                            | Найкращий серіал                                                 | Паперовий будинок | Номіновано | [ 136 ]         |
| 2018 | MiM Series                                                | Найкраща режисура                                                | Хесус Кольменар, Алехандро Баццано, Мігель Анхель Вівас, Алекс Родріго                                                       | Перемога   | [ 137 ]         |
| 2018 | Золота німфа                                              | Найкращий драматичний телесеріал                                 | Паперовий будинок | Перемога   | [ 138 ]         |
| 2018 | Іспанська акторська спілка                                | Найкращий телеактор другого плану                                | Педро Алонсо | Перемога   | [ 139 ]         |
| 2018 | Іспанська акторська спілка                                | Найкраща телевізійна акторка другого плану                       | Альба Флорес | Номіновано | [ 139 ]         |
| 2018 | Іспанська акторська спілка                                | Найкращий телеактор                                              | Альваро Морте | Номіновано | [ 139 ]         |
| 2018 | Іспанська акторська спілка                                | Найкращий актор телевізійного серіалу                            | Хайме Лоренте | Номіновано | [ 139 ]         |
| 2018 | Іспанська акторська спілка                                | Найкраща акторка, що видає себе за роль                          | Естер Асебо | Номіновано | [ 139 ]         |
| 2018 | Премія Фенікса                                            | Найкращий серіал                                                 | Паперовий будинок | Номіновано | [ 140 ]         |
| 2018 | Телевізійний фестиваль у Лушоні                           | Приз глядацьких симпатій                                         | Паперовий будинок | Перемога   | [ 141 ]         |
| 2018 | Телевізійний фестиваль у Лушоні                           | Нагорода журі за найкращий іспанський серіал                     | Паперовий будинок | Перемога   | [ 141 ]         |
| 2018 | Премія «Каміль»                                           | Композитор                                                       | Іван Мартінес Лакамара | Номіновано | [ 142 ]         |
| 2018 | Премія «Каміль»                                           | Композитор                                                       | Манель Сантістебан | Номіновано | [ 142 ]         |
| 2018 | Премія «Каміль»                                           | Продюсерська компанія                                            | Vancouver Media | Номіновано | [ 142 ]         |
| 2018 | 5-та церемонія вручення премій Фероз                      | Найкращий драматичний серіал                                     | Паперовий будинок | Номіновано | [ 143 ]         |
| 2018 | 5-та церемонія вручення премій Фероз                      | Найкраща головна акторка в серіалі                               | Урсула Корберо | Номіновано | [ 143 ]         |
| 2018 | 5-та церемонія вручення премій Фероз                      | Найкращий головний актор у серіалі                               | Альваро Морте | Номіновано | [ 143 ]         |
| 2018 | 5-та церемонія вручення премій Фероз                      | Найкраща акторка другого плану в серіалі                         | Альба Флорес | Номіновано | [ 143 ]         |
| 2018 | 5-та церемонія вручення премій Фероз                      | Найкращий актор другого плану в серіалі                          | Пако Тоус | Номіновано | [ 143 ]         |
| 2019 | 21 Iris Awards                                            | Найкращий актор                                                  | Альваро Морте | Перемога   | [ 144 ]         |
| 2019 | 21 Iris Awards                                            | Найкраща акторка                                                 | Альба Флорес | Перемога   | [ 144 ]         |
| 2019 | 21 Iris Awards                                            | Найкраща режисура                                                | Хесус Кольменар, Алекс Родріго, Кольдо Серра, Хав'єр Кінтас                                                                  | Перемога   | [ 144 ]         |
| 2019 | 21 Iris Awards                                            | Найкращий художній фільм                                         | Паперовий будинок | Перемога   | [ 144 ]         |
| 2019 | 21 Iris Awards                                            | Найкраща постановка                                              | Крістіна Лопес Феррар | Перемога   | [ 144 ]         |
| 2019 | Іспанська акторська спілка                                | Головна чоловіча роль                                            | Альваро Морте | Перемога   | [ 145 ]         |
| 2019 | Іспанська акторська спілка                                | Головна жіноча роль                                              | Альба Флорес | Номіновано | [ 145 ]         |
| 2019 | Іспанська акторська спілка                                | Чоловіча роль другого плану                                      | Хайме Лоренте | Номіновано | [ 145 ]         |
| 2020 | 7-ма церемонія вручення премій Фероз                      | Найкращий драматичний серіал                                     | Паперовий будинок | Номіновано | [ 146 ]         |
| 2020 | 7-ма церемонія вручення премій Фероз                      | Найкращий головний актор серіалу                                 | Альваро Морте | Номіновано | [ 146 ]         |
| 2020 | 7-ма церемонія вручення премій Фероз                      | Найкраща акторка другого плану в серіалі                         | Альба Флорес | Номіновано | [ 146 ]         |
| 2020 | Срібні кадри                                              | Приз глядацьких симпатій — Найкращий іспанський серіал           | Паперовий будинок | Номіновано | [ 147 ]         |
| 2020 | Срібні кадри                                              | Найкращий телеактор                                              | Альваро Морте | Номіновано | [ 147 ]         |
| 2020 | Іспанська акторська спілка                                | Виконання другорядної чоловічої ролі                             | Фернандо Кайо | Перемога   | [ 148 ]         |
| 2020 | Іспанська акторська спілка                                | Головна жіноча роль                                              | Альба Флорес | Номіновано | [ 148 ]         |
| 2020 | 7-ма церемонія вручення премій Platino                    | Найкращий міні-серіал або телесеріал                             | Паперовий будинок | Перемога   | [ 149 ]         |
| 2020 | 7-ма церемонія вручення премій Platino                    | Найкраща чоловіча роль у міні-серіалі або телесеріалі            | Альваро Морте | Перемога   | [ 149 ]         |
| 2020 | 7-ма церемонія вручення премій Platino                    | Найкраща жіноча роль у мінісеріалі або телесеріалі               | Урсула Корберо | Номіновано | [ 149 ]         |
| 2020 | 7-ма церемонія вручення премій Platino                    | Найкраща жіноча роль другого плану в мінісеріалі або телесеріалі | Альба Флорес | Перемога   | [ 149 ]         |
| 2021 | Кінопремія імені Хосе Марії Форке                         | Найкращий художній серіал                                        | Паперовий будинок | Номіновано | [ 150 ]         |
| 2021 | Срібні кадри                                              | Найкраща телевізійна акторка                                     | Іціар Ітуньо | Номіновано | [ 151 ]         |
| 2022 | 27-ма церемонія вручення премії «Вибір критиків»          | Найкращий серіал іноземною мовою                                 | Паперовий будинок | Номіновано | [ 152 ]         |
| 2022 | 30-та церемонія вручення премій Спілки акторів та акторок | Найкраща телевізійна акторка у головній ролі                     | Урсула Корберо | Номіновано | [ 153 ]         |
| 2022 | 30-та церемонія вручення премій Спілки акторів та акторок | Найкраща телевізійна акторка у другорядній ролі                  | Белен Куеста | Номіновано | [ 153 ]         |
| 2022 | 30-та церемонія вручення премій Спілки акторів та акторок | Найкращий телевізійний актор у другорядній ролі                  | Фернандо Кайо | Перемога   | [ 153 ]         |
| 2022 | 30-та церемонія вручення премій Спілки акторів та акторок | Найкращий телевізійний актор у другорядній ролі                  | Альберто Амарілья | Номіновано | [ 153 ]         |

## Адаптації та спін-офи

### Південнокорейська адаптація
У листопаді 2020 року компанія Netflix оголосила про створення південнокорейської адаптації серіалу. Дванадцятисерійний проєкт отримав назву «Паперовий будинок: Корея — Спільна економічна зона» (англ. Money Heist: Korea – Joint Economic Area) і став результатом співпраці між студіями BH Entertainment та Contents Zium. Режисером проєкту було призначено Кім Хон-сона.
29 квітня 2022 року Netflix повідомив, що перша частина адаптації вийде 24 червня 2022 року, а друга — 9 грудня 2022 року.

### Спін-оф
У листопаді 2021 року Netflix оголосив про створення окремого спін-офу, присвяченого персонажу Берліна. Серіал «Берлін» вийшов 29 грудня 2023 року. Над створенням шоу працювали творці оригінального серіалу — Алекс Піна та Естер Мартінес Лобато, які зазначили, що їм сподобалася ідея показати нову команду навколо Берліна у «зовсім іншому емоційному стані». Перший сезон серіалу складається з восьми епізодів. Сценарій написали Алекс Піна, Естер Мартінес Лобато, Давід Оліва та Давід Беррокаль.